# Atrahaszísz-eposz

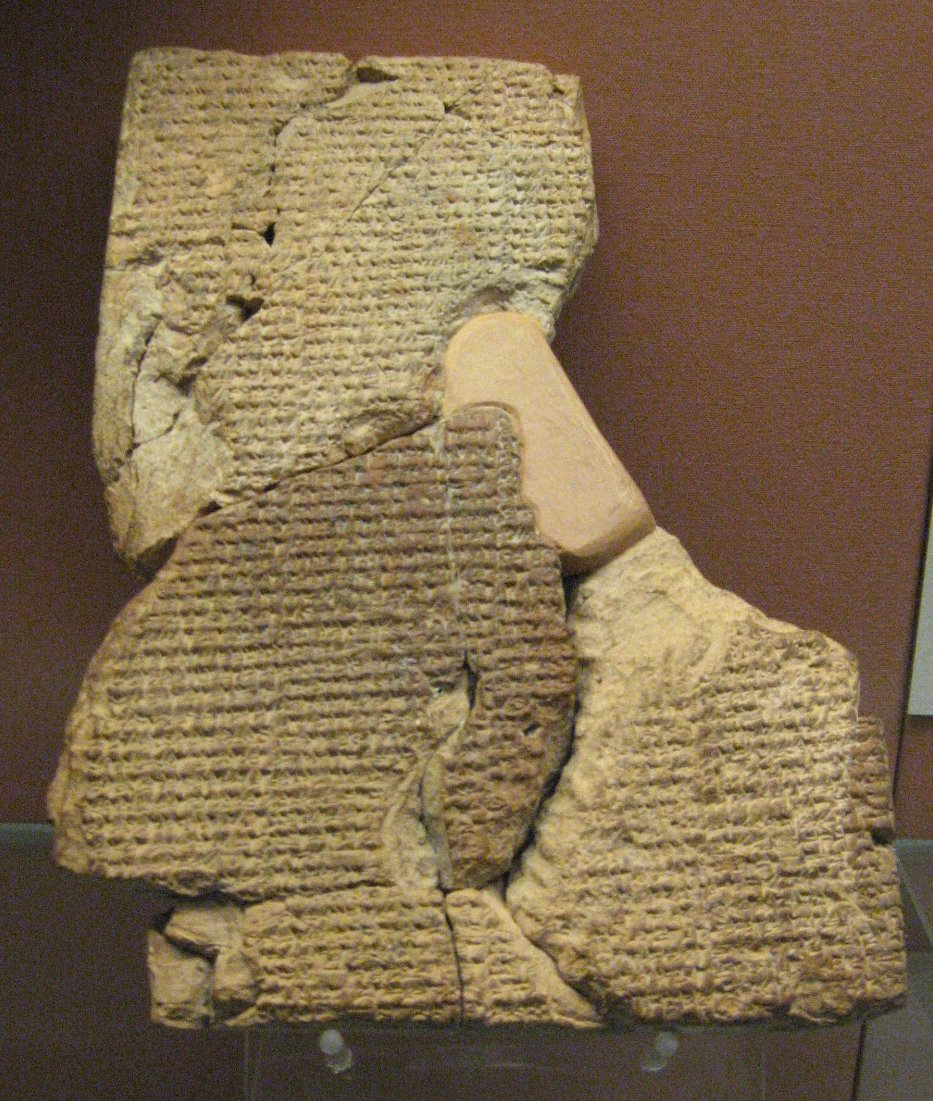
Az Atrahaszísz-eposz egyik táblája

Az Atrahaszísz-eposz (akkád Atraḫasīs, „rendkívüli bölcsességű”, Atram-ḫasīs, „áradó bölcsességű”) a vízözön-mítoszok egyike, hasonlóan a Ziuszudra, Enki és Ninmah, valamint a Gilgames-eposz történeteihez, vagy a későbbi görög Deukalión és Pürrha mítoszhoz. Cselekménye az emberiség teremtésétől Atrahaszísz megmeneküléséig tart. Atrahaszísz neve a sumer királylistán is olvasható, mint Suruppak egyik királya.
Az eposz két változatban maradt fenn. Az elsőt az i. e. 2. évezred első felében (körülbelül az i. e. 18. században) jegyezték le, valószínűleg egy sumer eposz átdolgozása, az óbabiloni kor egyik legjelentősebb akkád nyelvű alkotása. Az első ismert példány kolofonja azonban mintegy két évszázaddal későbbi, Ammíszaduka, Hammurapi dédunokájának uralkodására datálja (i. e. 1650 körül). Ez a változat három táblás kiterjedésű. Ez hatott később a Gilgames-eposz özönvizének fogalmazásakor annak szerzőjére. A második változat már az i. e. 1. évezredből való és jelentősen bővült. A késői példányok Assur-bán-apli könyvtárából kerültek elő. Az asszír változat is nagyon töredékes, ezért sok esetben a fordítás bizonytalan. Ugaritban is találtak ehhez tartozó töredékeket, amelyek segítenek a rekonstruálásban.
Az eposz – bár Ziuszudra történetére hasonlít, és azt a cselekményt járja körül, mégis – az Enki és Ninmah történet egyik változata inkább. Az Enki és Ninmah képzi a mitológiai alapot, amelyre a vízözön-motívum épül. „Az óbabiloni akkád Atraḫasīs-eposz lényegében két šumer epikai mű, az Enki és Ninmah és a Zi'usudra-eposz önálló feldolgozása”. (Komoróczy Géza)
Az első tábla szerint Anu, Enlil és Enki (az ég, a szél és víz) uralkodtak az istenvilágban. A folyók és csatornák fenntartására Enlil az alacsonyabb rangú isteneket rendelte, de ezek negyven év munka után fellázadtak a megerőltető munka ellen. Enki tanácsára az istenek hozzáfogtak az ember teremtéséhez, aki majd a munkákat elvégzi helyettük. Mami, az anyaistennő agyagfigurákat készített, amelyekbe a megölt Gestu isten vérét és húsát keverték. A többi isten a nyálát adta hozzá. Az emberek megszületnek, hamarosan azonban túlnépesedés következik be, járványok törnek ki, az istenek pedig nehezen viselik az emberiség zaját. Az első tábla végén már megemlítik Atrahaszíszt is.
A második tábla szerint Enlil a túlnépesedés ellen 1200 évenként éhínséget és az aszályt küldött. Itt Enlil szeszélyes isten, míg Enki kedves és segítőkész. Valószínűleg Enki papjai másolták a történetet. A második tábla minden változata erősen hiányos, így csak annyi derül ki, hogy Enlil végül elhatározza az emberiség végleges elpusztítását, és tervét titokban akarja tartani. 
A harmadik tábla az özönvíz története. Ezt a részt illesztették be később a Gilgames-eposz XI. táblájára. Enki figyelmeztette a hős Atrahaszíszt, Suruppak királyát, bontsa le a házát, anyagából egy „csónakot” építsen. A két fedélzetű hajót kátránnyal szigetelték, majd Atrahaszísz összegyűjtötte családját és állatait és felszállt a hajóra, amikor a vihar megkezdődött. Hét napig tartott az árvíz, amelynek végén Atrahaszísz áldozatot mutat be Enkinek. Enlil dühös Enkire, végül azonban arra a megállapodásra jutnak, hogy az emberek népességének szabályozását más eszközökkel kell végezni.